# Kurare
Kurare je družina strupov, pridobljenih iz rastlinskih izvlečkov, katerih aktivna spojina, rastlinski alkaloid, ob prehodu v kri deluje kot paralizator – blokator mišične aktivnosti. Natančneje deluje na mišice, ki so pod nadzorom hotnega (somatskega) živčevja, zato srčna mišica ni prizadeta, vendar lahko povzroči smrt zaradi zadušitve, saj prepreči delovanje dihalnih mišic. Kurare so tradicionalno pridobivali južnoameriški staroselci iz več različnih vrst rastlin in z njim pomazali konice puščic, ki so jih uporabljali pri lovu na manjšo divjad. Evropski raziskovalci so snov kmalu po odkritju Amerike prinesli na staro celino, kjer so v 19. stoletju razvozlali fiziološki mehanizem delovanja, kar je pomembno prispevalo k razumevanju delovanja živčevja. Iz teh spoznanj je izšla uporaba aktivnih snovi, kot so antikonvulzivi pri boleznih, kot je tetanus, in mišični relaksanti med operativnimi posegi v medicini.

## Farmakologija
Kurare kot rastlinski izvleček ima kompleksno zgradbo in pripravki, ki izvirajo z različnih območij Južne Amerike, so pridobljeni iz različnih vrst rastlin, zato se razlikujejo po kemični zgradbi. Pomožne sestavine lahko vplivajo na učinkovitost, v osnovi pa delovanje temelji na učinkovini, ki ima kurarizirajočo aktivnost. Glavni taki učinkovini sta d-tubokurarin in toksiferin.

### Mehanizem delovanja
Najbolje raziskana kurarizirajoča spojina je tubokurarin, po kemični zgradbi bisbenziltetrahidroizokvinolin. Domnevajo, da je za vezavo najpomembnejši del molekule par kvartarnih dušikovih molekul. V telesu se tubokurarin veže na nikotinske receptorje, ki so prisotni v motoričnih ploščicah in nekaterih drugih delih živčevja. Z živčnega končiča se ob signalu v sinaptično špranjo sprostijo mešički z acetilholinom, ki v normalnih razmerah ob vezavi na nikotinske receptorje odprejo povezane ionske kanalčke, s tem pa povzročijo depolarizacijo in sprožitev ekscitacijskega postsinaptičnega potenciala, posledica česar je krčenje mišice. Tubokurarin pa deluje kot kompetitivni antagonist, ki z vezavo na nikotinski receptor prepreči vezavo acetilholina, hkrati pa ne odpre povezanega kanalčka. Pri nizkih koncentracijah tubokurarina pride samo do počasnejše in šibkejše rasti postsinaptičnega potenciala na motorični ploščici (blokiran je samo manjši del nikotinskih receptorjev), ko pa koncentracija naraste dovolj, da pade postsinaptični potencial pod prag, mu ne sledi akcijski potencial, ki bi sicer povzročil krčenje mišice. Tako s preprečitvijo prenosa signala z živca blokira aktivacijo mišice.
Prenos informacij v srčni mišičnini ni odvisen od motoričnih ploščic, zato kurare ne vpliva na srčni ritem. Ob prehodu v krvni obtok pride do značilnega zaporedja paralize, ki se začne s povešenostjo vek in nadaljuje z zaspanostjo, izgubo sposobnosti govora in paralizo vratnih mišic, nato so prizadete okončine, na koncu pa pride do zastoja dihanja zaradi paralize mišic trebušne prepone. Kot drugotni učinek povzroči sproščanje histamina, zato pride do zožanja dihalnih poti, hipotenzije in padca krvnega tlaka. V večjih koncentracijah najprej stimulira in nato blokira tudi sinapse v osrednjem živčevju.

### Toksičnost
Kurare deluje, če pride v kri skozi rano. Ob zaužitju skozi usta praktično nima učinka, saj ne prehaja skozi prebavila v krvni obtok.
Sistematičnih podatkov o akutni toksičnosti za človeka ni, najnižni znani smrtni odmerek pa je 375 μg/kg (neznana pot aplikacije). Po podatkih, pridobljenih s poskusi na živalih, velja za zelo strupenega, a s počasnim delovanjem. Srednji smrtni odmerek (LD50) znaša:
- 1200 μg/kg (pes, intravensko)
- 140 μg/kg (miš, intravensko)
- 1300 μg/kg (zajec, intravensko)
- 3200 μg/kg (miš, intraperitonealno)
- 500 μg/kg (miš, subkutano)
- 2700 μg/kg (zajec, subkutano)
- 270 mg/kg (zajec, oralno)

Toksičnost je možno zaobiti z umetnim dihanjem dokler učinek kurareja ne popusti, zastrupitev v tem primeru ne pusti nobenih trajnih posledic. To pri terapevtskih odmerkih tubokurarina pri človeku traja 20–30 minut, nakar ga izločijo jetra.

### Antagonisti
Po začetku uporabe v medicini je bilo razvitih več protistrupov, ki so omogočali nadzorovano uporabo. Fizostigmin in prostigmin sta že dolgo znana kot antagonista, ki blokirata encim holinesterazo, ki v normalnih razmerah razgrajuje acetilholin. Acetilholin se tako kopiči v sinapsi dokler ne preseže blokatorskega učinka kurareja. Kasneje je bil razvit 3-hidroksifeniltrimetilamonijev ion (Tensilon) z enakim mehanizmom, a z manj neželenimi stranskimi učinki, saj fizostigmin in prostigmin hkrati aktivirata tudi holinergične receptorje. Uporablja se tudi neostigmin, ki je derivat fizostigmina.

## Tradicionalno pridobivanje in raba
Pridobivanje kurareja so razvila številna južnoameriška ljudstva iz različnih vrst rastlin, med glavnimi viri pa so Chondrodendron tomentosum in sorodne vrste iz družine menispermovk (Menispermaceae), ki tvorijo liane v deževnih gozdovih, ter Strychnos toxifera in sorodniki iz družine strihnovk (Loganiaceae). S. toxifera je tudi sorodnik strihninovca, iz katerega pridobivamo strup strihnin, ki pa ima povsem drugačen mehanizem delovanja. Ime »kurare« izvira iz besede wurali oz. wurari v jeziku ljudstva Macushi iz Gvajane, ki naj bi pomenila »kogar doleti, pade« in so jo španski ali portugalski raziskovalci zapisali kot curare.
Raziskovalec Alexander von Humboldt je v 19. stoletju opisal pridobivanje iz rastlin iz rodu Strychnos: domorodci so postrgali mlado lubje rasline in ga dva dni kuhali v vreli vodi, včasih z dodatkom kačjega strupa ali drugih sestavin. Prevretek so nato precedili in ga pustili, da voda izhlapi. Nastala je temna, gosta kašasta snov zelo grenkega okusa, katere učinkovitost so kasneje preskusili tako, da so pomočili konico vanjo, zbodli žabo in šteli, kolikokrat skoči preden jo paralizira.
Staroselci že stoletja pridobivajo in uporabljajo kurare kot puščični strup, s katerim premažejo konice puščic za loke in pihalnike za lov. V vojskovanju ga praviloma niso uporabljali, saj je njegovo pridobivanje prezahtevno. Nekatera plemena so vzpostavila regionalne monopole nad proizvodnjo kurareja, ki je tako postal simbol bogastva. Nemški farmakolog Rudolf Boehm je konec 19. stoletja razvil klasifikacijo kurareja glede na posodo, v katerih so ga shranjevali, tako je ločil:
- kurare v cevi, hranjen v votlih delih bambusovih palic,
- kurare v loncu, hranjen v glinenih lončkih in
- kurare v buči, hranjen v izdolbenih majhnih bučah.

Po domnevi, da se ti tipi razlikujejo po zgradbi, se je lotil ekstrakcije učinkovin iz njih. Večjega uspeha ni dosegel, saj tedanje kemijske tehnike še niso bile dovolj razvite za analizo tako kompleksnih spojin, sploh pa se je hitro izkazalo, da so južnoameriški domorodci prilagodljivi glede posode za pridobivanje in hranjenje kurareja. Vzorci, ki so prišli do Evrope, so lahko vsebovali mešanice iz več virov in k učinku so prispevali tudi razni dodatki. Kljub temu je bila Boehmova klasifikacija nekaj časa v splošni uporabi.
Pri manjšem plenu, kot so ptiči in mali sesalci, traja do nekaj minut, da začne kurare učinkovati, pri večjih sesalcih (na primer tapirjih) pa do 20 minut.

## Raziskave in uporaba v medicini
V 16. stoletju so konkvistadorji, ki so prodirali v notranjost Južne Amerike, domov prinesli poročila o strupu, ki ga domorodci uporabljajo za paraliziranje plena. Snov je pritegnila veliko pozornosti prirodoslovcev, prvi resen vzorec pa je v Evropo prinesel šele francoski raziskovalec Charles Marie de La Condamine sredi 18. stoletja. Angleški zdravnik Richard Brocklesby je pridobil del njegovega vzorca in s poskusi na mačkah odkril, da lahko kljub smrti srce živali bije še več ur po zastrupitvi, kar je napeljalo njegove naslednike k zamisli o umetnem dihanju. Raziskave sta naslednje stoletje ovirala nekonsistentna sestava in neobstojnost pripravkov, pa tudi težave pri pridobivanju, saj še vedno ni bil znan vir, tako da so bili učenjaki odvisni od vzorcev, ki so jih raziskovalci Južne Amerike priložnostno dobili od domorodcev in prinesli nazaj v Evropo.
Brocklesbyjev sodobnik Edward Bancroft je prvi poročal o pridobivanju iz lubja tropskih lian, šele von Humboldt pa je na začetku 19. stoletja prepoznal, da gre za pripadnike rodu Strychnos. Opazil je tudi, da se kurare v različnih regijah pridobiva iz različnih rastlin. Naslednji preboj je dosegel angleški kirurg Benjamin Collins Brodie, ki je leta 1811 potrdil Brocklesbyjevo opažanje o bitju srca, poleg tega pa mu je uspelo ohraniti kurarizirano mačko pri življenju z umetnim dihanjem. Charles Waterton je v tem času v britanski Gvajani pridobil posebej močan vzorec in prišel na misel, da bi lahko bil kurare uporaben pri blaženju tetaničnih krčev, toda zamisli ni imel priložnosti preskusiti.
Najpomembnejši prispevek k zgodnjim raziskavam je doprinesel slavni francoski fiziolog Claude Bernard, ki je z natančnimi poskusi na živcih in mišicah žab s prevezovanjem dokazal, da kurare deluje na stik med motoričnim živcem in mišico, ne pa na sam živec ali mišico. Širše gledano so ta odkritja prinesla spoznanje, da obstajajo ločeni motorični in senzorični živci, motorične ploščice kot kemične sinapse pa so biologi odkrili šele sto let kasneje. Preboj je prišel po prvi svetovni vojni z odkritjem acetilholina in njegove vloge kot živčnega prenašalca. V raziskavah je bil kurare s pridom uporabljen za dokazovanje vloge nikotinskih receptorjev pri prenosu.
Konec 19. stoletja je F.A. Hoffmann prvi poročal o uporabi kurareja za blaženje tetaničnih krčev. Ameriški raziskovalec Richard Gill je v 1930. letih iz Ekvadorja prinesel večjo količino kurareja, ki ga je začelo farmacevtsko podjetje Squibb tržiti pod imenom Intocostrin kot antikonvulziv. Tega je nato več zdravnikov uporabilo pri tetanusu, kasneje pa se je uporabljal zlasti pri terapiji psihiatričnih bolnikov z elektrošoki. Razvili so standardiziran test s povešanjem glave pri zajcih za merjenje moči pripravka. Vzporedno so v tem desetletju potekale intenzivne raziskave kemijske zgradbe in leta 1935 je britanskemu kemiku Haroldu Kingu prvič uspelo izolirati čist d-tubokurarin. Kmalu po tistem sta Harold Griffith in Enid Johnson poročala o uspešni uporabi pri anestetiziranih pacientih in izboljšani pripravki so bili v uporabi za zmanjševanje mišičnega tonusa med operacijami vse do 1980. let, ko so jih nadomestile sintetične spojine.